# Karl-Otto Apel
Karl-Otto Apel (Düsseldorf, 15 de març de 1922 - 15 de maig de 2017) fou un filòsof alemany especialitzat en filosofia del llenguatge i ètica.

## Biografia
Després de la Segona Guerra Mundial, Apel va estudiar Filosofia a la Universitat de Bonn, on va doctorar-se en 1950 amb una tesi sobre Martin Heidegger. Posteriorment va començar la seva carrera docent com a professor lector a la Universitat de Magúncia (1961), per a després continuar-la a la Universitat de Kiel (1962-1969), la Universitat de Saarbrücken (1969-1972) i, finalment, a la Universitat de Frankfurt (1972-1990, esdevenint després professor emèrit).
Hereu de l'escola analítica, va distingir entre comprensió i explicació d'un mot, conceptes claus per a l'hermenèutica de la comunicació, camp on va col·laborar amb Jürgen Habermas. Amb una comunicació correcta, s'arribaria a un enteniment en qualsevol comunitat i acabarien els conflictes (utopia política). Per això va considerar que el deure de cada persona és millorar la seva comunicació amb els altres (heretant la tradició de Kant).